# Andreas Gundelwein
Andreas Gundelwein (* 1965 in Hamburg) ist ein deutscher Museumsdirektor, Kurator und Kulturmanager.

## Leben
Nach seiner Zivildienstzeit studierte Gundelwein an den Universitäten Hamburg und Freiburg im Breisgau Urgeschichte, Bodenkunde und Geologie. Er promovierte in Hamburg im Bereich Geowissenschaften.

## Beruflicher Werdegang
Berufliche Stationen machte er unter anderem in Goslar, Potsdam und Berlin und organisierte die  Nobelpreisträgertagung in Lindau. Von 2014 bis Ende 2022 war er Bereichsleiter Ausstellungen und Sammlungen und Mitglied der Museumsleitung am Deutschen Museum in München. Unter seiner Leitung wurde eine neue Zweigstelle des Museums in Nürnberg gegründet.
Am 1. Januar 2023 trat Andreas Gundelwein sein Amt als Museumsdirektor und Stiftungsvorstand des Technoseums in Mannheim an und löste dort den Museumsleiter Hartwig Lüdtke ab, der in den Ruhestand trat. Unter Gundelwein ist eine Erweiterung des Museums geplant. Das Mannheimer Technoseum soll sich zu einem digitalen Zukunftslabor mit dem Schwerpunkt Medienkommunikation weiterentwickeln. Für diese Erweiterung sind Räume der benachbarten SWR-Studios vorgesehen.
Im Frühjahr 2025 verlässt er das Technoseum und wechselt als Geschäftsführer zur experimenta Heilbronn.